# Суперкубок Швеції з футболу
Суперку́бок Шве́ції з футбо́лу — одноматчевий турнір, у якому грають володар кубка Швеції та чемпіон попереднього сезону. У випадку, якщо кубок і чемпіонат виграла одна команда, то в суперкубку грають перша та друга команди чемпіонату.

## Фінали
| Рік  |                 | Рахунок     |                 |
| 2007 | Ельфсборг       | 1:0         | Гельсінґборг ІФ |
| 2008 | ІФК Гетеборг    | 3:1         | Кальмар ФФ      |
| 2009 | Кальмар ФФ      | 1:0         | ІФК Гетеборг    |
| 2010 | АІК             | 1:0         | ІФК Гетеборг    |
| 2011 | Гельсінґборг ІФ | 2:1         | Мальме ФФ       |
| 2012 | Гельсінґборг ІФ | 2:0         | АІК             |
| 2013 | Мальме ФФ       | 3:2         | ІФК Гетеборг    |
| 2014 | Мальме ФФ       | 2:2 5:4пен. | ІФК Гетеборг    |
| 2015 | ІФК Норчепінг   | 3:0         | ІФК Гетеборг    |

## Переможці та фіналісти
| Клуб            | Перемоги | Фінали | Переможні роки | Фінальні роки          |
| --------------- | -------- | ------ | -------------- | ---------------------- |
| Гельсінґборг ІФ | 2        | 3      | 2011, 2012     | 2007                   |
| Мальме ФФ       | 2        | 3      | 2013, 2014     | 2011                   |
| ІФК Гетеборг    | 1        | 5      | 2008           | 2009, 2010, 2013, 2015 |
| Кальмар ФФ      | 1        | 2      | 2009           | 2008                   |
| АІК             | 1        | 2      | 2010           | 2012                   |
| Ельфсборг       | 1        | 2      | 2007           | 2014                   |
| ІФК Норчепінг   | 1        | 1      | 2015           | -                      |